# دهه ۳۶۰ (پیش از میلاد)
دهه ۳۶۰ (پیش از میلاد) ۳۶مین دهه قبل از مبدا شروع تقویم میلادی است.